# Ozero Plotisjno (sjö i Belarus)
Ozero Plotisjno (ryska: Озеро Плотишно) är en sjö i Belarus.   Den ligger i voblasten Vitsebsks voblast, i den norra delen av landet, 170 km nordost om huvudstaden Minsk. Ozero Plotisjno ligger 136 meter över havet. Den ligger vid sjön Ozero Ostrovito.
Omgivningarna runt Ozero Plotisjno är en mosaik av jordbruksmark och naturlig växtlighet. Runt Ozero Plotisjno är det glesbefolkat, med 13 invånare per kvadratkilometer.